# Zhong Chenle
Zhong Chenle  (chinês tradicional: 鍾辰樂, chinês simplificado: 钟辰乐, pinyin: Zhōng Chénlè, hangul: 중천러; rr: Jung Cheon-reo; nascido em 22 de novembro de 2001), conhecido profissionalmente pelo monônimo Chenle (hangul: 천러), é um cantor, compositor e ator chinês atualmente baseado em Seul, Coréia do Sul. Chenle iniciou sua carreira como cantor infantil, tendo se apresentado em vários concertos e programas de televisão na China e no exterior. Aos 9 anos, ele era o cantor mais jovem do mundo a ser convidado a cantar no Golden Hall of Vienna com uma performance solo. Aos 14 anos, Chenle lançou três álbuns solo e realizou um concerto solo na China. Em 2016, Chenle veio para a Coréia do Sul para se juntar ao grupo masculino sul-coreano NCT, estreando como parte de sua subunidade juvenil NCT Dream e, desde então, atua nas atividades do NCT Dream, lançando até agora três EPs coreanos e realizou uma turnê pela Ásia junto com o grupo.

## Vida jovem
Chenle nasceu em Xangai, China em 22 de novembro de 2001. Ele estudou na Escola de Música Contemporânea de Pequim. Em 2006, ele entrou na pequena estação de televisão Shanghai Ying Siu Sing School e foi para aulas de dança. Em 2008, ele foi admitido no Shanghai Little Flute Art Troupe e estudou música vocal com Huang Jing.

## Carreira

### 2009–2015: Atividades solo
Em 2009, Zhong participou do canal infantil Hajj, realizado pelo Yueyue Elf Vs Season Trial e ganhou o vice-campeão e o Elf Genie Award. 
Em 2010, ele participou das atividades da seleção nacional de jovens talentos da China e conquistou uma medalha de ouro ao grupo vocal. Em 16 de junho de 2011, como parte da atriz estrelada Xiao Jiabin na segunda cerimônia de abertura da Semana da Música Nie Er (Shanghai Grand Theatre), Zhong levou o público de milhares a cantar o hino nacional.
Em janeiro de 2011, aos 9 anos, Zhong foi convidado a apresentar a música Memory do musical de Andrew Lloyd Webber, Cats, no Golden Hall of Vienna - na época ele era o cantor mais jovem a ter realizado uma performance solo lá.
Em julho de 2011, seu segundo álbum solo, My Wings, foi lançado com um total de 12 músicas. Em 31 de julho de 2011, Zhong participou da cerimônia de abertura do Festival Internacional de Arte Infantil de Xangai no Grande Palco de Xangai e também da Cerimônia de Encerramento do Festival Internacional de Arte Infantil de Xangai no Centro Internacional de Convenções de Xangai em 4 de agosto de 2011.
Zhong começou sua carreira profissional como cantor depois de competir em competições de canto como o Got Talent da China.[carece de fontes?] Ele lançou três álbuns. Ele costumava fazer covers de músicas e enviá-las para o  YouTube. Muitas de suas capas são da ex-estrela infantil Declan Galbraith. Ele faz parte da Organização Mundial de Crianças Embaixadoras da Paz com sede em Washington, DC, fundada e presidida pelo pianista, compositor e produtor Ezekiel Elkin, representando a China como um jovem diplomata cultural em todo o mundo. Ele foi o embaixador chinês no The Musical Summit, um show multicultural internacional criado por Elkin, realizado na cidade de Buenos Aires em agosto de 2014, onde ele tocou "The Dragon's Romance", uma música que Elkin escreveu especialmente para ele. 
Em dezembro de 2012, Zhong participou da Primeira Sessão Plenária do Distrito Huangpu de Xangai e elegeu o chefe do distrito com os maiores votos. Seus primeiros papéis secundários de atuação conhecidos foram em 2013, quando ele tinha 11 anos, foi apresentado no Drama Chinês, A Rainha do SOP 2. Em 2014, ele realizou um concerto solo no Shanghai Concert Hall.

### 2016–presente: Estreia com o NCT
Em agosto de 2016, ele começou a fazer atividades na Coréia do Sul, estreando como membro da subunidade NCT Dream, uma unidade rotacional do NCT composta por membros adolescentes. Ele é um dos dois membros do grupo inteiro ao lado de Renjun (o outro membro chinês do NCT Dream) que não foi apresentado como parte do SM Rookies antes da estréia do grupo. Ele estreou no NCT após apenas 4 meses de treinamento.
Em 30 de abril de 2020, foi anunciado por meio da conta oficial da Academia de Música Contemporânea de Pequim no Sina Weibo que Chenle, ao lado de seu colega de banda Renjun, se formou oficialmente na escola com a turma de 2020.

## Discografia

### Álbuns
- Tomorrow (2010)
- My Wings (2011)
- You Are There (2014)

### Singles
| Ano  | Título                          | Notas                                                                                            |
| ---- | ------------------------------- | ------------------------------------------------------------------------------------------------ |
| 2011 | Yellow Maple Leave              | Premiere do "Time Song" da Shanghai Art Humanities Channel                                       |
| 2012 | Strong Children                 | Um som de um solo de acompanhamento de guitarra                                                  |
| 2012 | Do Not Be Afraid                | Música tema do filme "Monster Wanted Order"                                                      |
| 2012 | Amazing Grace                   | Notas iniciais do "Beware 00" da Shenzhen Satellite TV                                           |
| 2012 | An Angel                        | Premiere do "The Mysterious Baby Mid-Autumn Festival Concert with Rice" da Shenzhen Satellite TV |
| 2012 | Childhood Companion             | "Jade Qiaolin Story" OST                                                                         |
| 2012 | Travel The Wind                 | Música tema de "Jade Qiaolin Story"                                                              |
| 2012 | Ben                             | Música cover                                                                                     |
| 2012 | Eyes on Me                      | Música cover                                                                                     |
| 2012 | Can You Feel The Love Tonight   | Canção tema do filme "O Rei Leão"                                                                |
| 2014 | 龙月情缘 (The Dragon's Romance) | Wunderkindz por "Zeke & The Kiddos" (The Musical Summit) em Buenos Aires, Argentina              |

## Filmografia

### Filmes
| Ano  | Título                            | Título em Mandarim | Notas     |
| ---- | --------------------------------- | ------------------ | --------- |
| 2013 | Soul Rhythm                       | 靈魂的節奏         | Pre-debut |
| 2014 | A Candy for Mother (A Short Film) | 掌心的糖果         | Pre-debut |

### Séries televisivas
| Ano  | Título             | Título em Mandarim | Notas     |
| ---- | ------------------ | ------------------ | --------- |
| 2013 | The Queen of SOP 2 | 勝女的代價2        | Pre-debut |
| 2013 | Bund Police        | 外滩警事           | Pre-debut |

### Programas de variedade
| Ano  | Título                                                    | Título em Mandarim           | Notas                                                                               |
| ---- | --------------------------------------------------------- | ---------------------------- | ----------------------------------------------------------------------------------- |
| 2010 | China's Got Talent                                        | 中国达人秀                   | Pre-debut                                                                           |
| 2010 | Sunday My Biggest                                         | 周日我最大                   | Apresentando a música "Tomorrow"                                                    |
| 2011 | Happy Blue Sky                                            | 快乐蓝天下                   | Apresentando a música "Memory"                                                      |
| 2011 | We Have a Set                                             | 我们有一套                   | Apresentando as músicas "Memory" e "You Raise Me Up"                                |
| 2011 | Day Day Up                                                | 天天向上                     | Apresentando a música "Memory"                                                      |
| 2012 | Red Star                                                  | 红星闪闪                     | Apresentando a música "Memory"                                                      |
| 2012 | Talented Children's Voice                                 | 天才童声                     | Apresentando a música "Memory"                                                      |
| 2012 | Innocence Hit the Earth                                   | 童心撞地球                   |                                                                                     |
| 2012 | Table Plan                                                | 同桌计划                     | Apresentando a música "Memory"                                                      |
| 2012 | Sound One Team                                            | 天声一队                     | Apresentando "Memory", "Tell Me Why" e outras músicas.                              |
| 2012 | The Mysterious Baby Mid-Autumn Festival Concert with Rice | 饭没了秀之魔力宝宝中秋演唱会 | Apresentando a música "Tell Me Why"                                                 |
| 2012 | Beware 00                                                 | 小心00后                     | Apresentando a música "Amazing Grace"                                               |
| 2013 | Flash World                                               | 闪天下                       | Apresentando as músicas "My Songs", "Tell Me Why" e "Can You Feel The Love Tonight" |
| 2013 | I Love My Motherland                                      | 我爱我的祖国                 | Apresentando a música "You Raise Me Up"                                             |
| 2013 | Super Voice                                               | 超级童声                     | Jurado                                                                              |
| 2013 | China New Voice Generation                                | 中国新声代                   | Apresentando "Amazing Grace" e "Snail"                                              |
| 2014 | Wunderkindz by "Zeke & The Kiddos"                        | 神童们                       | Apresentando a música "The Dragon's Romance" (El romance del dragón - 龙月情缘)     |

## Prêmios e indicações
| Ano  | Premiação                                    | Resultado |
| ---- | -------------------------------------------- | --------- |
| 2009 | Yueyue Elf Vs Season Trial "Elf Genie Award" | Venceu    |
| 2010 | National Outstanding Students Competition    | Venceu    |
| 2010 | National Award For Young Talents in China    | Venceu    |